# Menachem Galilejský
Menachem ben Jehuda, nazývaný podle svého otce Jehudy (Judy) Galilejského též Menachem Galilejský, patřil k nejstarším z vůdců vzbouřenců během celonárodního židovského povstání proti Římu v letech 66–70.
Jeho příbuzný El'azar ben Ja'ir se proslavil díky překvapivému obsazení pevnosti Masada ihned na počátku povstání. V době, kdy Menachem se svými muži obsadil Jeruzalém a přinutil tamní římskou posádku ke kapitulaci, byl považován za vůdce rebelů. Jeho despotické chování a mocenské čistky, k nimž dal rozkaz, vedlo nakonec k jeho zavraždění El'azarem ben Chananjou (synem velekněze Chananji ben Chanana, kterého pro změnu nechal zavraždit Menachem, takže se jednalo svým způsobem o krevní mstu) přímo v Chrámovém okrsku r. 70. Podle tradice měl na sobě ve chvíli smrti královský oblek. El'azar ben Ja'ir později shromáždil jeho muže po útěku z Jeruzaléma na Masadě, kde velel závěrečné obraně proti Římanům r. 73.